# Alex Yee
Alex Yee (Lewisham, 18 de fevereiro de 1998) é um triatleta britânico, campeão olímpico.

## Carreira
Yee conquistou a medalha de ouro nos Jogos Olímpicos de Verão de 2020 em Tóquio na prova de revezamento misto ao lado de Jonathan Brownlee, Jess Learmonth e Georgia Taylor-Brown. Em 2024, obteve o título do individual nas Olimpíadas em Paris.